# 稼働遺産
稼働遺産（かどういさん）は、文化遺産（主として産業遺産）の中で現在も使われている状態にあるものを指す。

## 解釈
稼働遺産は英語の「operational heritage(operated heritage)」の対訳語になる。厳密な定義はないが、歴史的背景がある、
1. 操業中の機械設備、
2. 水利施設のように自然作用で流動しているもの、
3. 不動産・構築物で受動的な用途のもの（例：農地・橋梁・駅）

などが対象となり、動態保存より実利性があるもの。「稼動」の字をあてることもあるが、意味としては「稼働」の方が適切。
日本で用いられるようになったのは、1993年（平成5年）に文化財保護法に基づく重要文化財に近代化遺産の概念が導入されたことで産業遺産が注目され、関心が文化財指定外の操業中の工場へと広まり、「大人の社会科見学」的な風潮が浸透したことによる。

但し、1999年（平成11年）に上梓された産業遺産本の嚆矢、『産業遺産 未来につなぐ人類の技』（東京国立文化財研究所／大河出版）と『産業遺産－「地域と市民の歴史」への旅』（加藤康子／日本経済新聞社）いずれにも稼働遺産の文言はなく、2005年（平成17年）7月15日に開催した「九州近代化産業遺産シンポジウム」において国際産業遺産保存委員会のスチュアート・スミス事務局長が講演の中で触れたことがほぼ初出となる。

そして2007年（平成19年）に九州・山口の近代化産業遺産群（その後「明治日本の産業革命遺産 製鉄・製鋼、造船、石炭産業」に名称変更）が世界遺産の候補となり、そこに稼働中の施設が含まれていたこともあり「遺産」という言葉が定着した。
稼働資産・稼働文化財という名称もあるが、稼働資産は税務用語（収益のある土地や施設を指す）として使われており、稼働文化財の場合はそもそも文化財保護法で操業中の機械を文化財と見做しておらず、可動文化財との混同も避けたいことからも稼働遺産が適当であろう。

## 実例
世界遺産に登録されているものの一例として、水利関係ではカナダのリドー運河、農地ではスイスのラヴォー地区の葡萄畑、橋梁ではスペインのビスカヤ橋、駅ではインドのチャトラパティ・シヴァージー・ターミナス駅、その他にドイツの製靴業ファグス工場やスイスの時計製造業都市ラ・ショー＝ド＝フォンとル・ロックルなどが現役で稼働している。
国内では土木景観や農業景観が文化財保護法での重要文化財（那須疏水など5件）・史跡（見沼通船堀など4件）・名勝（白米千枚田など2件）・重要文化的景観（近江八幡の水郷など8件）に指定されている事例がある。

## 日本の経緯と対応
明治日本の産業革命遺産では、旧官営八幡製鉄所の旧本事務所・修繕工場・旧鍛冶工場・遠賀川水源地ポンプ室、三池港、長崎造船所の向島第三ドック・旧鋳物工場併設木型工場・ハンマーヘッド型起重機（ジャイアント・カンチレバークレーン）・占勝閣、橋野高炉跡及び関連施設、および旧集成館に含まれる関吉の疎水溝が稼働遺産とされている。これらは現況の使用状況に係らず民間が所有しているという前提であり、長崎造船所の旧鋳物工場併設木型工場のように実際には資料館となっており生産施設ではないものもあり、三角港のように船舶の発着があり港として稼働していながら港湾管理が行政にあることから稼働遺産とはされなかったものもある。
世界遺産推薦にあたっては当該国の法的保護根拠が求められ（完全性）、日本では文化財保護法を拠所としてきたが、国宝・重要文化財に指定されると建築物であれば消防用設備設置や耐震工事を除き増改築などの現状変更（建築行為）が制限されるため、稼働遺産では生産に支障をきたす恐れもあり所有者側が指定を拒むこともある。1996年（平成8年）の文化財保護法改正で所有者が申請し一定の改修を認めた登録有形文化財制度が導入され、これは建物外観のみを残すファサード保存的なものでも構わないが（アダプティブユース）、世界遺産では認められない（真正性）。また、文化財保護法が稼働機械類を対象としないことから、これに倣い自治体の文化財保護条例でも殆どの場合で対象とはなっていない。
このため2010年（平成22年）9月10日に当時の民主党菅直人内閣下で、規制・制度改革に関する分科会による「産業遺産の世界遺産登録に係る運用の見直し」の検討を開始、10月21日には「産業遺産の世界遺産登録に向けた文化財保護法中心主義の廃止」が示された。2011年（平成23年）3月7日に「産業遺産の世界遺産登録等に係る関係省庁連絡会議」が開催され、4月8日に九州・山口の近代化産業革命遺産群は文化財保護法以外の保全方策を検討する旨を「規制・制度改革に係る方針」で閣議決定した。

2012年（平成24年）2月9日、野田内閣の「特区・地域活性化・規制改革小委員会」は、稼働中の産業遺産の世界遺産への登録に関して文部科学省と外務省との調整を指示。5月25日の閣議決定事項「稼働中の産業遺産の世界遺産登録推薦に係る新たな枠組みについて」で、世界遺産登録推進は文化庁ではなく内閣官房地域活性化統合事務局が担当することになり、これをうけ地域活性化統合事務局内に「産業遺産の世界遺産登録推進室」を置き、「稼働資産を含む産業遺産に関する有識者会議」・「資産に係る産業に関連する審議会」・「資産の保全手法に関する審議会」が新設された。
2012年（平成24年）末に発足した安倍内閣は前政権の施策を継承し、2013年（平成25年）の6月から7月にかけ国土交通省の交通政策審議会の港湾分科会が三池港、海事分科会が長崎造船所、経済産業省の産業構造審議会が八幡製鉄所の保護方法について検討。世界遺産推薦のために景観法を改正し、港湾法や公有水面埋立法も適用することが決まった。また、稼働遺産への税制上の特例措置（固定資産税等の減免）もとられることになり、PPP（官民パートナーシップ）の推進も決まった。
2013年（平成25年）9月17日、同時に世界遺産推薦候補に上がっていた長崎の教会群とキリスト教関連遺産と勘案した結果、稼働遺産を含む明治日本の産業革命遺産を政府として正式に推薦する政治決着が成され、同月20日に外務省において開催された「世界遺産条約関係省庁連絡会議」も了承。2014年（平成26年）1月29日に推薦書をユネスコへ提出、9月26日から10月5日までユネスコ諮問機関のICOMOSの現地調査が入り、2015年（平成27年）5月4日には登録勧告が出され、6月28日から7月8日に開催された第39回世界遺産委員会において登録が決定した。

## 世界遺産に登録された日本の稼働遺産
| 名称                   | 対象構造物                                                    | 特徴・稼働状況・所有者・注意事項 | インテグリティ＝法的保護根拠(要約) |
| ---------------------- | ------------------------------------------------------------- | --- | --- |
| 八幡製鉄所             | 旧本事務所                                                    | 1899年(明治32年)に建設された左右対称のレンガ積み二階建て。玄関正面にバルコニーが付いた車寄せの張り出しがあり、屋根は瓦葺きで中央部にドームを冠する。33ｍ×15ｍ、軒高10.38ｍ。玄関は洞海湾（新日鉄八幡泊地）側に向いており、その前をくろがね線が横切る。1922年(大正11年)まで所長室やお雇い外国人技師室が置かれ、その後は研究所や検査棟となった。 日本製鉄八幡製鉄所の構内にあり、所定の見学路から80ｍ先の外観遠景のみ参観可（撮影可）。内部は非公開。 | 景観法の景観重要建造物に指定。港湾法も適用されている。第三十九条（分区の指定）の三「工業港区－工場その他工業用施設を設置させることを目的とする区域」として、第一条「秩序ある整備と適正な運営を図るとともに、保全することを目的とする」、第三条の二「利用及び保全並びに開発に関する基本方針を定めなければならない」とその２. 基本方針の五「経済的、自然的又は社会的な観点の確保」、第四十条（分区内の規制）「区域内において、建築物その他の構築物を改築し、又はその用途を変更してはならない」などの条項による。 |
| 八幡製鉄所             | 修繕工場                                                      | 1900年(明治33年)に建設された現存する国内最古の鉄骨建築物。バシリカ状の構造で、明かりを取り込むための高窓が設けられ、鉄板葺きの屋根を支えるトラス組み構造。50ｍ×30ｍ、桁行140ｍ。以前は鉄道軌道が引き込まれていた。1905年(明治38年)、1908年(明治41年)、1917年(大正6年)に増築。製鉄所で使用する機械の修繕、部材の製作加工、組み立て等を行う工場として天井クレーンを含め現在も使われている。 八幡製鉄所の構内にあり、現在も稼働中のため非公開。 | 景観法の景観重要建造物指定および同上の港湾法が適用されている。 |
| 八幡製鉄所             | 旧鍛冶工場                                                    | 1900年(明治33年)に建設された鉄骨造り二階建て、かまぼこ型の形状に越屋根付きで、外壁はレンガ積み。55ｍ×15ｍ、軒高7.4ｍ。製鉄所建設に必要な鍛造品を製造した。当初は現在地の北側に建てられたが、製鉄所設備が整った1917年(大正6年)に移設し製品試験所として使用された。現在は創業時の文書・図面・写真・製品(レールなど)の資料約４万点を保管する史料室として使われている。 八幡製鉄所の構内にあり、収蔵資料も含め非公開。 | 同上 |
| 八幡製鉄所             | 遠賀川水源地ポンプ室                                          | 1910年(明治43年)の製鉄所拡張工事に伴い工業用水の水源及び送水施設として建設。赤レンガを主体に一部に鉱滓レンガを使用した、切妻屋根でポンプ室と連結するボイラー室の二棟合わせ平屋。38ｍ×22.5ｍ、軒高7.4ｍ。ポンプ室側の内部はアーチ柱構造。当初は４基の蒸気ポンプと８基の石炭ボイラーが設置されていたが、1951年(昭和26年)に６基の電気ポンプに取り替えられ、現在でも１日に５万～６万トン、八幡製鉄所が使う約３割の工業用水を埋設鋳鉄管で送水している。ポンプ送水施設としては国内最古。関連施設として川の中州に同年建設の取水塔があり、こちらも稼働しているが世界遺産ではない。 新日鐵住金の所有地内にあり、安全上からも非公開。敷地外から外観のみ眺望できる。 | 景観法の景観重要建造物に指定。 遠賀川との接点部は河川法と水防法、送水管は工業用水道事業法の範疇にある（工業用水法ではない）。 |
| 三池炭鉱               | 三池港                                                        | 三井三池炭鉱から産出した石炭を搬出するため、1908年(明治41年)に開港。本来は切石積みだが、現在はコンクリートに覆われている部分もある。沖から順に、有明海からの砂泥流入を阻止する砂防堤に守られた航路（1830ｍ）、潮待ち内港（50万㎡）、観音開き式閘門（長さ37.5ｍ、水路幅20ｍ）と左右各5門の補助水門（スルースゲート）、船渠（13万㎡、係船岸壁は延べ421ｍ）で構成され、港湾全体がハチドリの形状をしている。船渠は閘門を閉じると干潮時でも水位8.5ｍを確保し、１万トン級の船舶が停泊できる。閘門はレンガ積みコンクリート製可動橋で、開閉用の水流ポンプも開港時のもの（日本機械学会の機械遺産認定）。門扉は鋼鉄製（1枚の長さ12.17ｍ×高さ8.84ｍ×厚さ1.2ｍ、重さ91.3トン）だったが、1983年(昭和58年)にゴムとステンレス製に付け替えられた。扉は水面下にあり、天端の鉄骨組板張り犬走りが目視できるのみ。補助水門はレンガ石組門柱と機械巻きの引き上げ戸。 1971年(昭和46年)に福岡県が港湾管理者となったが、閘門と機械室の管理運用は旧三井鉱山系の三池港物流(株)が委託され社用地扱いのため港湾地区は立ち入り禁止、但し船渠の東岸のみ見学可。 | 公有水面埋立法と景観法の景観重要建造物が適用されている。 港湾法の重要港湾（国際海上輸送網又は国内海上輸送網の拠点となる港湾その他の国の利害に重大な関係を有する港湾で政令で定めるもの）に指定。第二条の５「港湾施設」一：水域施設－泊地及び船だまり、二：外郭施設－防波堤・防潮堤・導流堤・水門・護岸・堤防、三：係留施設－岸壁・係船くい・桟橋・物揚場も適用。 |
| 長崎造船所             | 第三船渠（第三ドック）                                        | 1905年(明治38年)に三菱合資会社が築いた大型船舶修理用乾船渠。長崎港に面した崖を切り崩し海を埋め立て、岩盤に石を積み上げた構造。1943年(昭和18年)、1957年(昭和32年)、1960年(昭和35年)に拡張され、長さ276.6ｍ、幅38.8ｍ、深さ12.3ｍで、9万5千トン級の船を収庫可。当初から設置されている排水ポンプも現役。今後老朽化が進んだ際には自治体がドック代替用地を確保し、保存する案も検討されている。 三菱重工業の敷地内にあり、現在も機能しているため立ち入り禁止。特に自衛艦入渠時は、防衛機密の観点から特定秘密の保護に関する法律に抵触する。 県道236号に面した三菱重工の塀の直下に位置するが、自撮り棒などでの覗き込みは盗撮になる。対岸の鍋冠山から眺望可。 | 景観法の景観重要建造物に指定。港湾法第二条の５「港湾施設」八の二：船舶役務用施設－船舶修理施設並びに船舶保管施設を適用。 |
| 長崎造船所             | 旧鋳物工場併設木型工場                                        | 1898年(明治31年)に鋳物（エンジンなど）鋳造用の木製鋳型を作る工場として建設。木骨レンガ造り、トラス構造の二階建て。ハルデスレンガが用いられている。一階が工場で、二階は木材倉庫だった。建物中央に荷揚げ用の吹き抜けとクレーンがある。1915年(大正4年)に増築。1982年(昭和57年）に新しい木型場が完成したため、1985年(昭和60年)より長崎造船所史料館となり、一階部分のみ一般公開されている。展示物の竪削盤 - 文化遺産オンライン（文化庁）は国内最古の工作機械。 | 景観法の景観重要建造物指定および八幡製鉄所同様の港湾法が適用されている。 |
| 長崎造船所             | ハンマーヘッド型起重機 （ジャイアント・カンチレバークレーン） | 1910年(明治43年)に造船所の設備電化に伴い設置された鉄骨製片持ち梁式電動クレーン。高さ62ｍ、ジブ73ｍ、吊り上げ能力150トン。原爆投下で被爆したが、骨格部材の大半とワイヤー・ブレーキ・操作盤などはオリジナルのまま。大型の同型クレーンは20世紀初頭に世界中で48基作られたとされ、現存するのは11基だが稼働例は少ない。1961年(昭和36年)に現在の水の浦岸壁へ移設が行われた。 三菱重工業の敷地内にあり、埠頭を含め現在も機能しているため立ち入り禁止。対岸の大波止や水辺の森公園から眺望可。 | 文化財保護法の登録有形文化財。 景観法の景観重要建造物指定および港湾法第二条の５「港湾施設」六：荷さばき施設－固定式荷役機械を適用。 |
| 長崎造船所             | 占勝閣                                                        | 1904年(明治37年)に第三ドックを見下ろす身投岬に造船所所長の邸宅として建てられた瓦葺き木造二階建て洋館（地下階厨房付随）。結局、邸宅にはならず迎賓館となり、東伏見宮依仁親王が宿泊した際に「風光景勝を占める」として命名、邸内扁額の「占勝閣」揮毫は孫文による。 現在も進水式などの祝賀会の際に貴賓の接待に使われているため非公開。身投岬を尾根とする立神山の中腹域からわずかに眺望可。 | 景観法の景観重要建造物指定および港湾法第二条の５「港湾施設」十：港湾厚生施設、第三十九条（分区の指定）の九「修景厚生港区－その景観を整備するとともに、港湾関係者の厚生の増進を図ることを目的とする区域」を適用。 |
| 橋野高炉跡及び関連施設 | 橋野鉄鉱山（採掘場と運搬路）                                  | 橋野高炉跡から南へ2.6kmの大峰山麓北西谷間（標高900ｍ）に鉄鉱石採掘場跡（青ノ木坑）がある。北緯39度19分15秒 東経141度40分30秒 / 北緯39.32083度 東経141.67500度（釜石市橋野町第2地割46番）。鉱山周辺の餅鉄は古くから知られていたが本格的開発は江戸時代で、『遠野古事記』に「元禄の中頃、橋野鉄山運上願上鉄を為掘、鋳匠を呼抱置、鋳物を為鋳売申候（部分抜粋）」とあり、南部藩請負の小野組による。1873年(明治6年)に明治政府工部省により官営化。長らく露天掘りが行われ採掘場跡はクレーター状を成すが、高炉の廃止に伴い閉山。昭和初期に再開し青ノ木から大峰山直下を貫通横断する複数の坑道が開削、1982年(昭和57年)に閉山。 鉱業権は 日鉄鉱業 の釜石鉱山の所有地になっており、安全上から採掘場は非公開だが、Google マップのストリートビューで周囲を見ることができる。Googleマップストリートビュー 橋野鉄鉱山・高炉跡（運搬路） | 景観法の景観形成重点地区に指定。大峰山一帯はブナ原生林が広がり、国有林野の管理経営に関する法律に基づく国有林・保護林（郷土の森）にもなっている。 |
| 旧集成館               | 関吉の疎水溝                                                  | 島津斉彬による集成館の溶鉱炉水車鞴の動力源として、1691年(元禄4年)に仙巌園の泉水用に稲荷川（棈木川）から並走するように約8㎞を掘削した用水路（吉野疎水）を、1852年(嘉永5年)に改修したもの。1915年(大正4年)の集成館事業終了まで使われ、現在では途中で途切れているが農業用水路として利用されている。流域間の高低差は約8ｍしかなく（勾配は最小0.07度とほぼ水平）、測量・土木技術の高さを示す。取水口は自然の岩盤に切石を組み込んだもので、1913年(大正2年)に改修をうけている。世界遺産に登録されたのは、厳洞の滝とも呼ばれる取水口がある周囲の約50ｍ前後。 Googleマップのストリートビューで周囲を見ることができる。Googleマップストリートビュー 関吉の疎水溝 | 文化財保護法に基づく史跡（旧集成館 附）指定を受けている。 緩衝地帯には河川法・都市計画法・宅地造成等規制法が適用されている。 疎水溝全体は農業用水化しているため法定外公共物と見做され法的保護根拠がなく、鹿児島市と農協および流域の利用農家が管理している。 |

アイコンがあるものは、通常見られる範囲での撮影画像（望遠レンズ撮影含む）を下記ギャラリーに掲載した。

＊橋野鉄鉱山の画像は釜石市が主催した見学会の際に撮影したもので、常時見られるものではない。

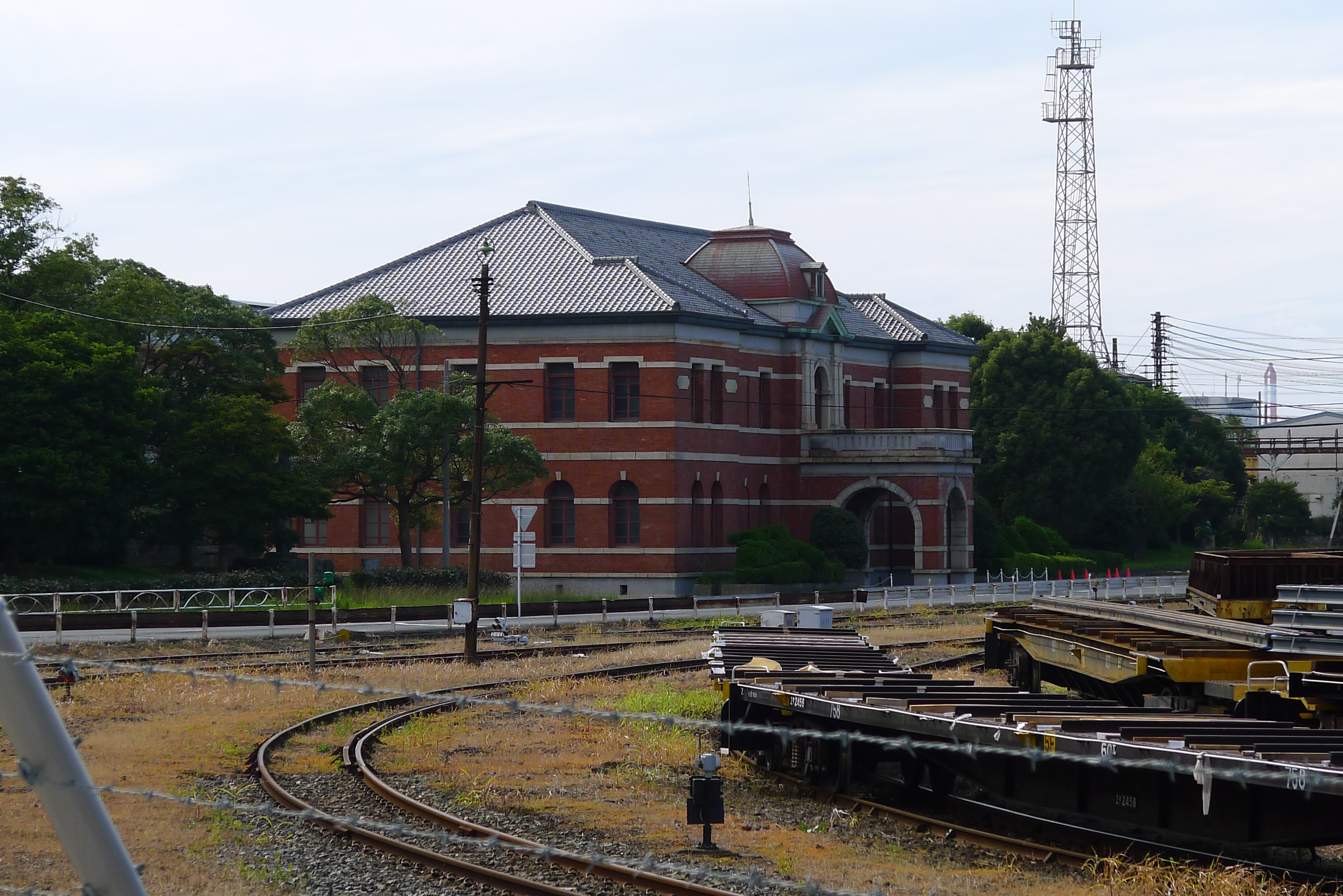
八幡製鉄所旧本事務所
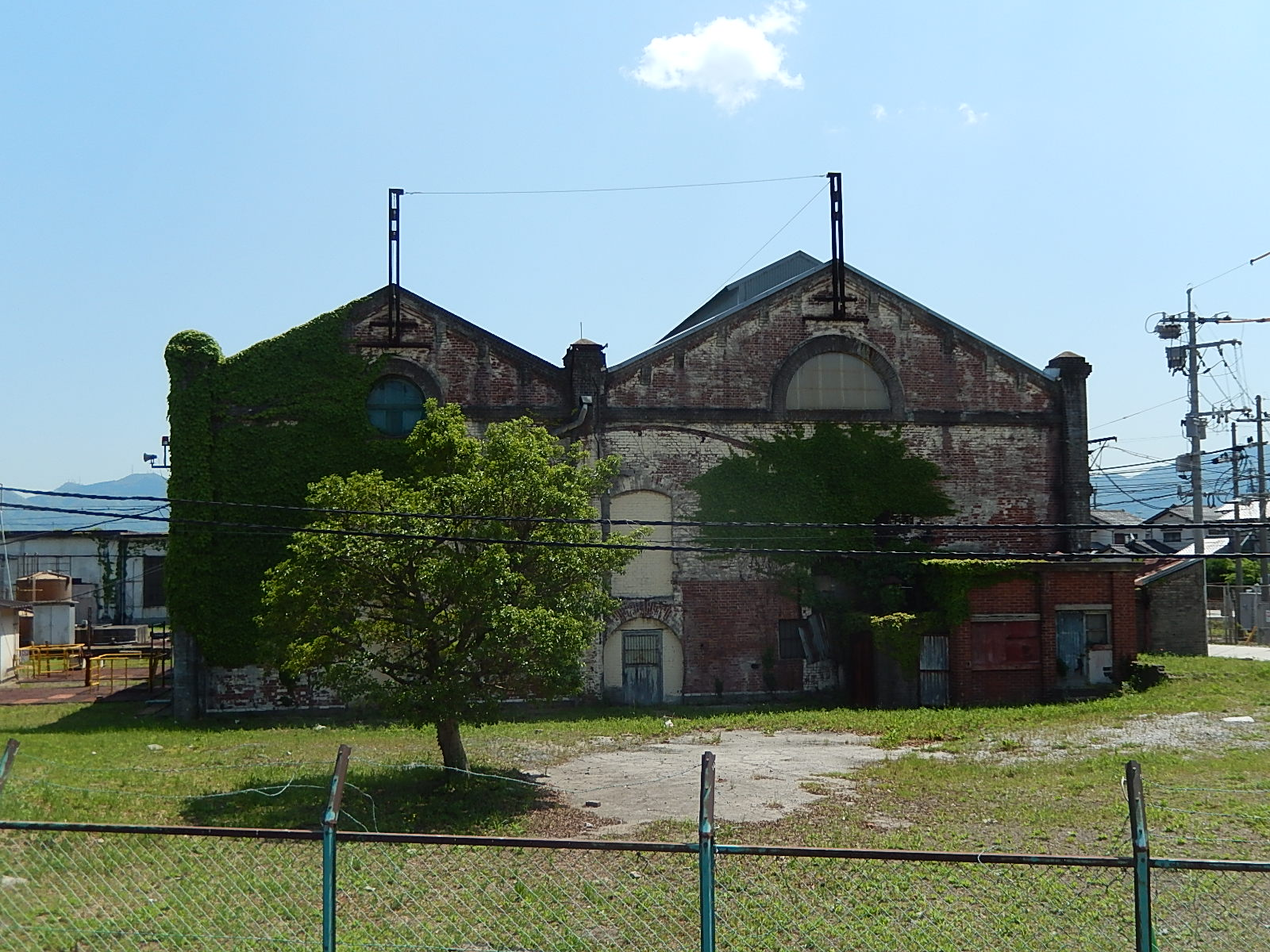
遠賀川水源地ポンプ室
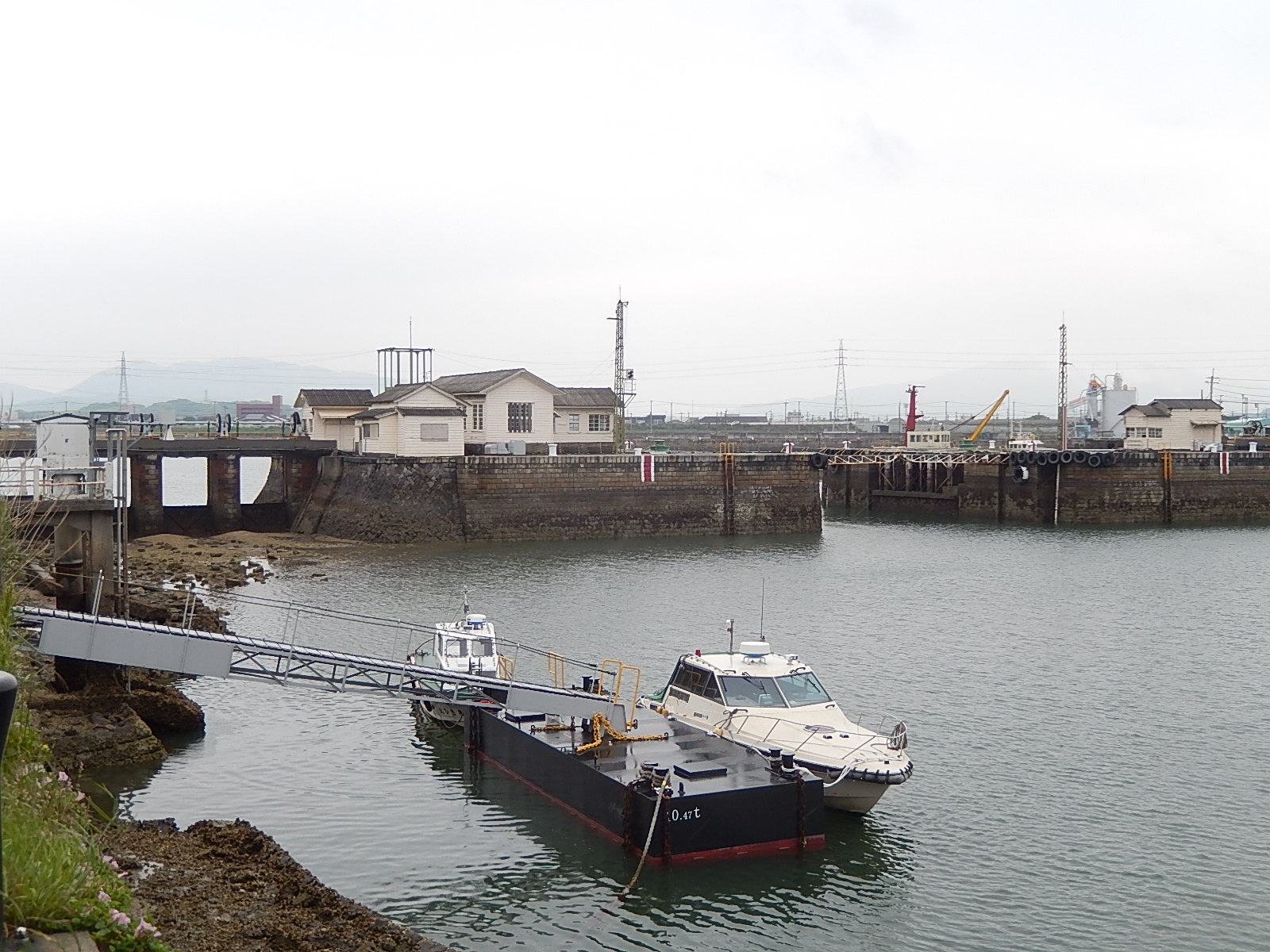
三池港（閘門）
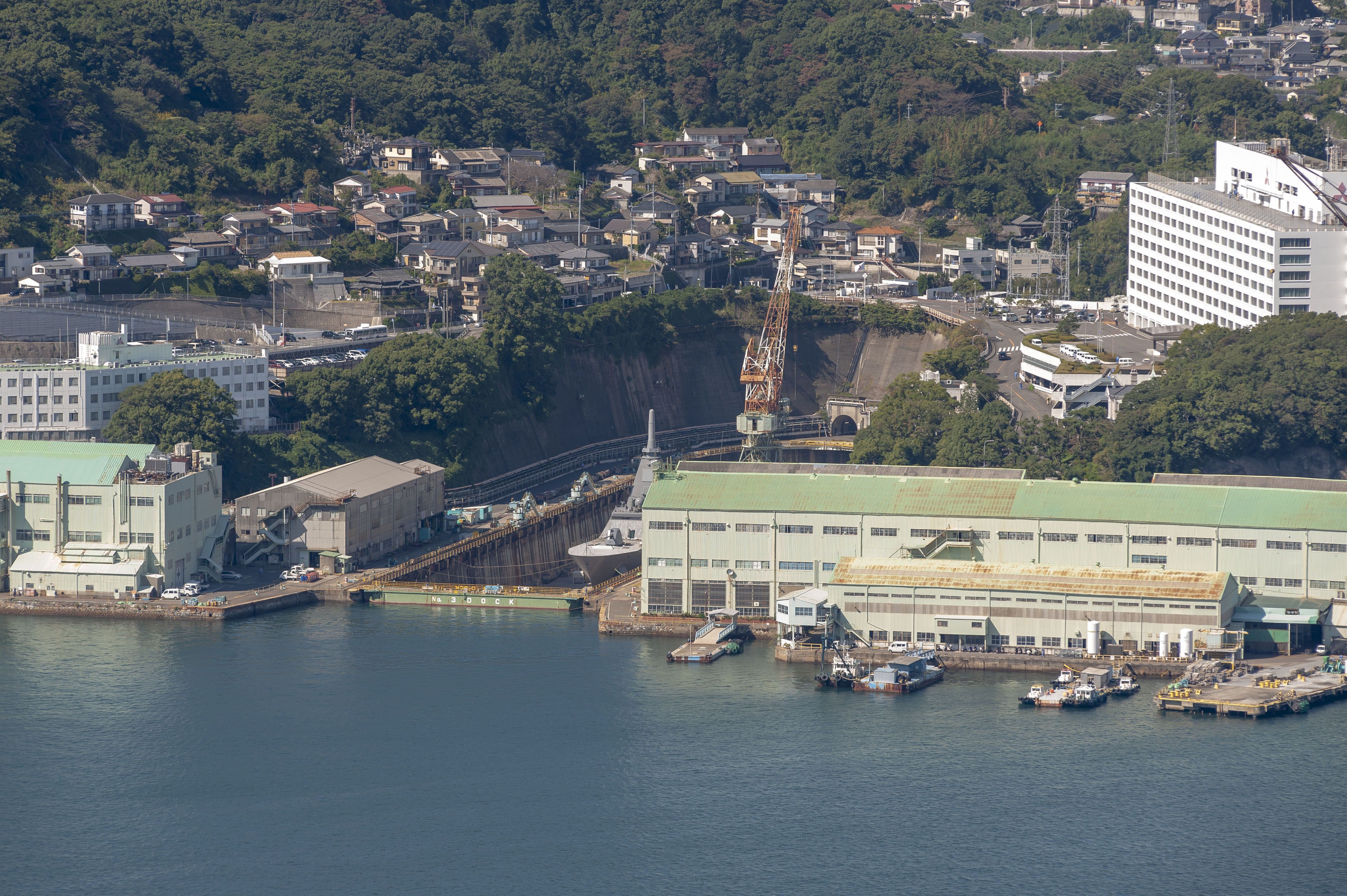
第三船渠（第三ドック）
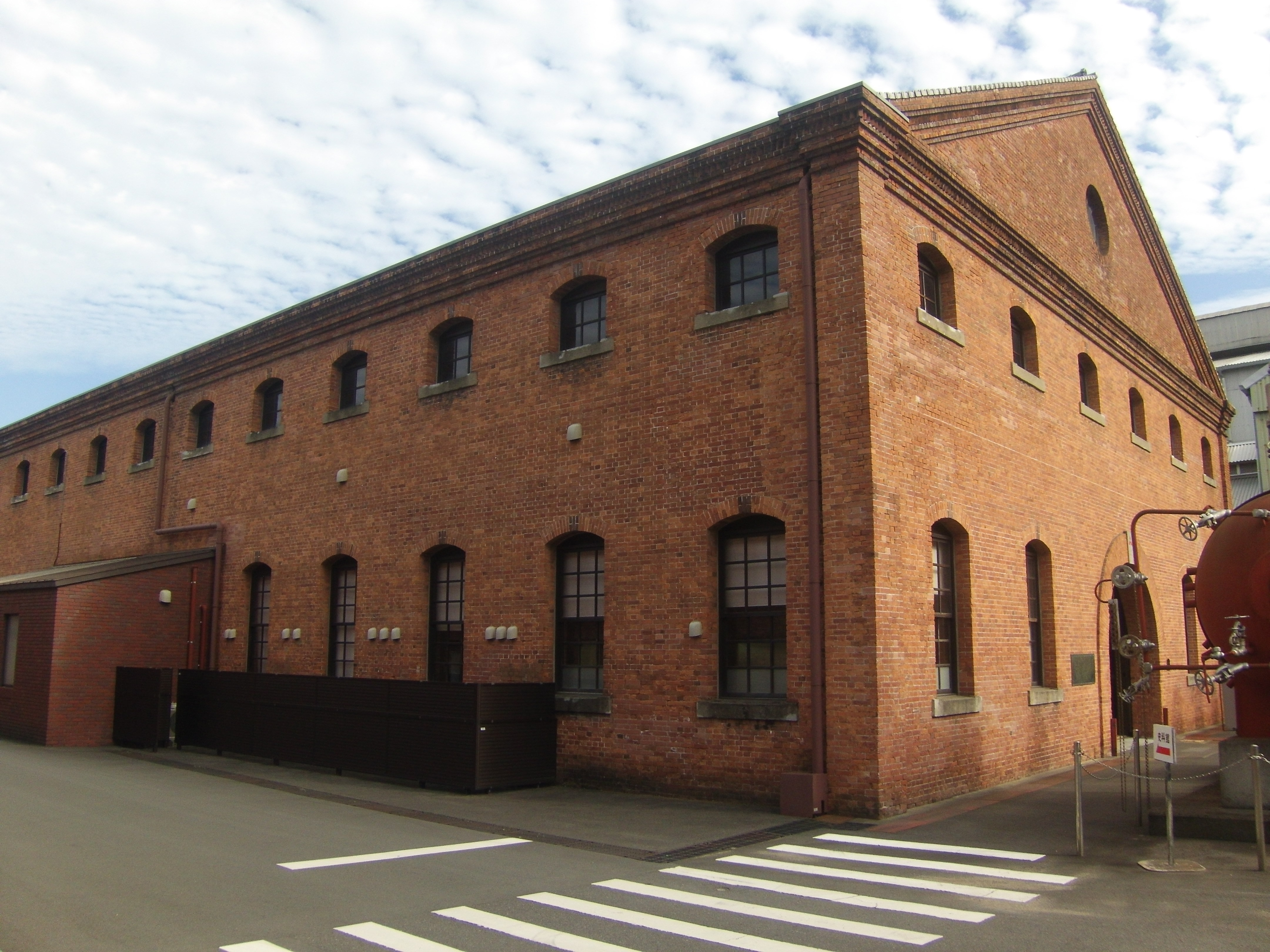
旧木型場
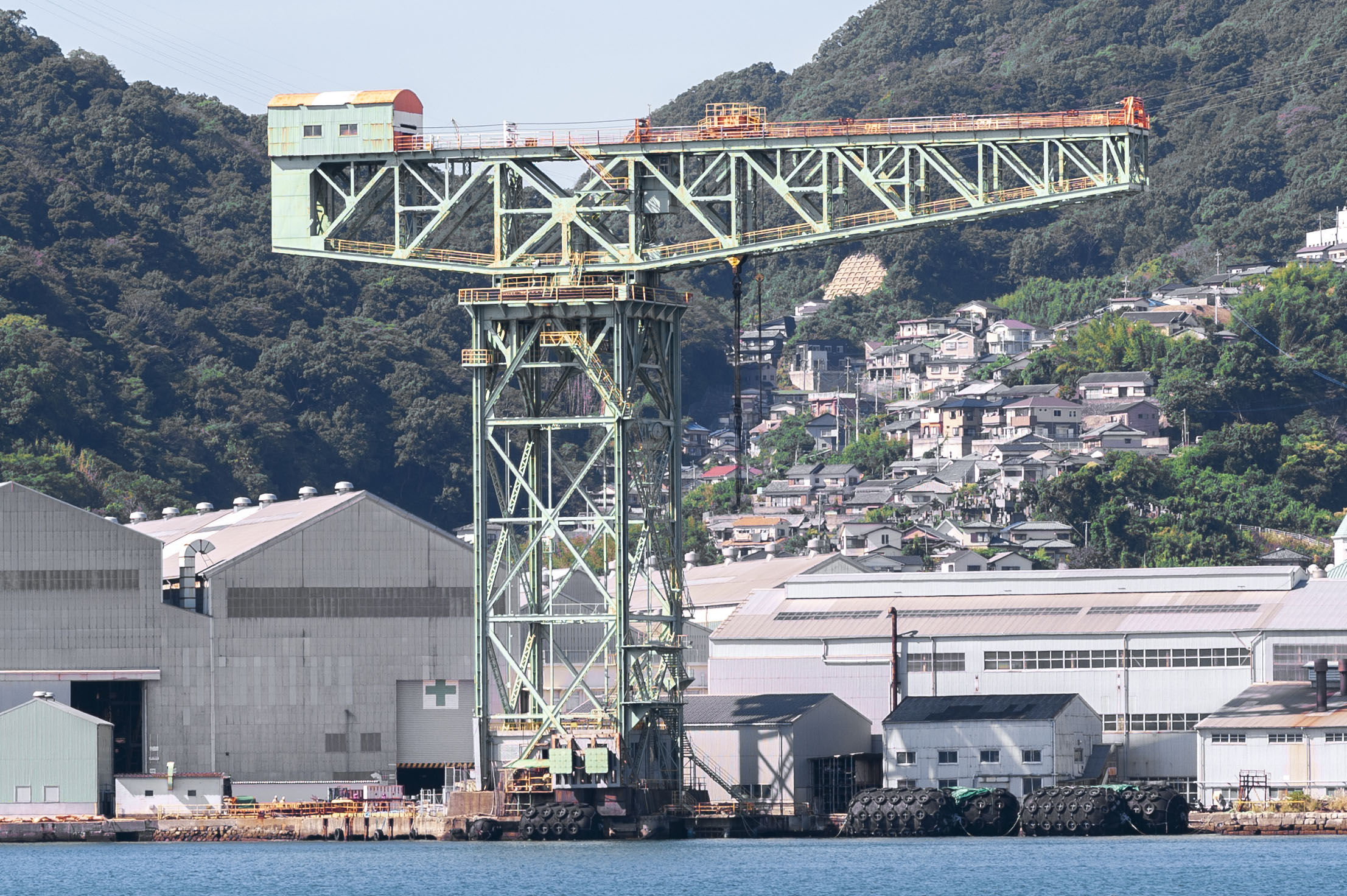
ハンマーヘッドクレーン
占勝閣
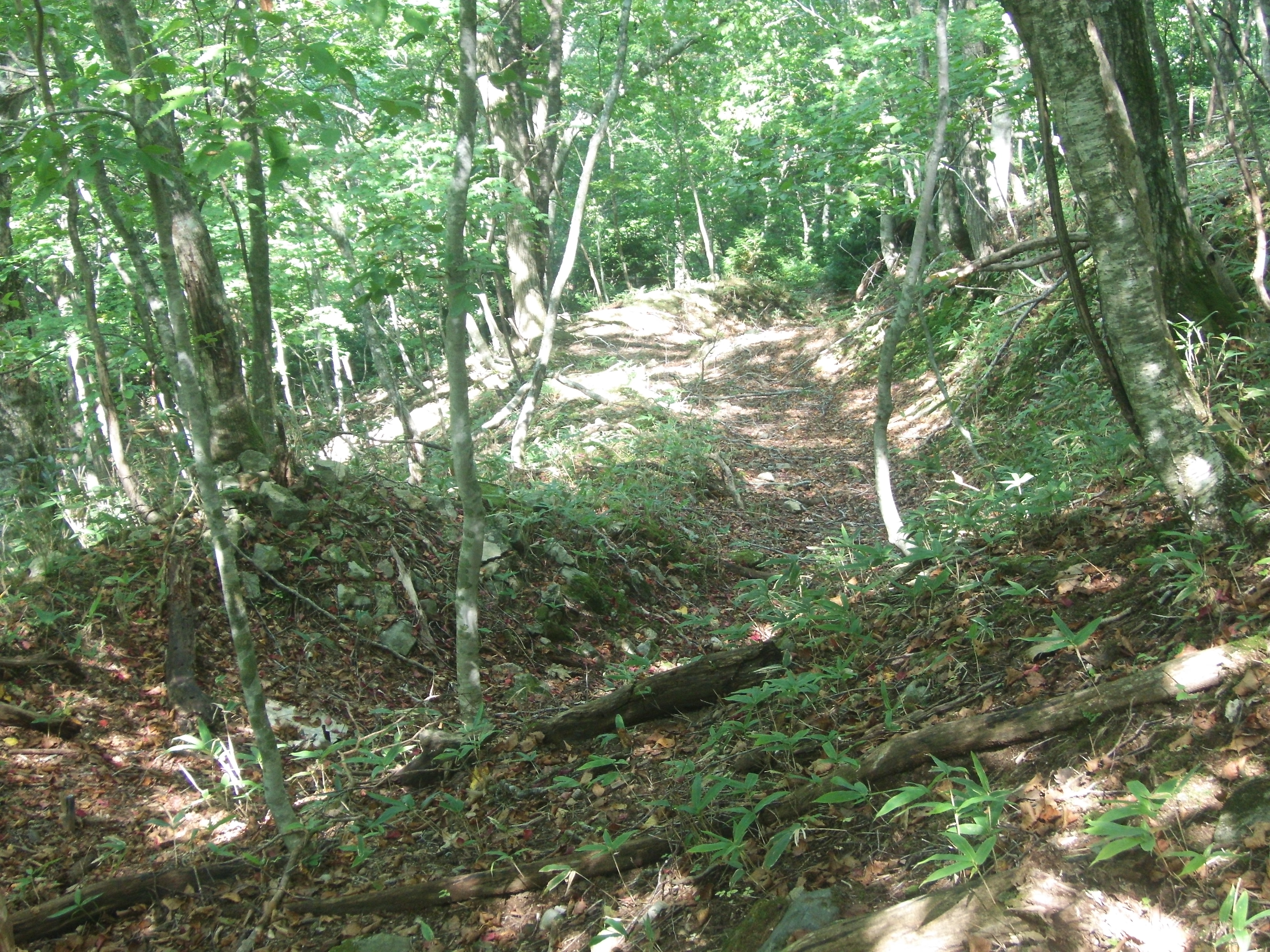
橋野鉄鉱山／運搬路
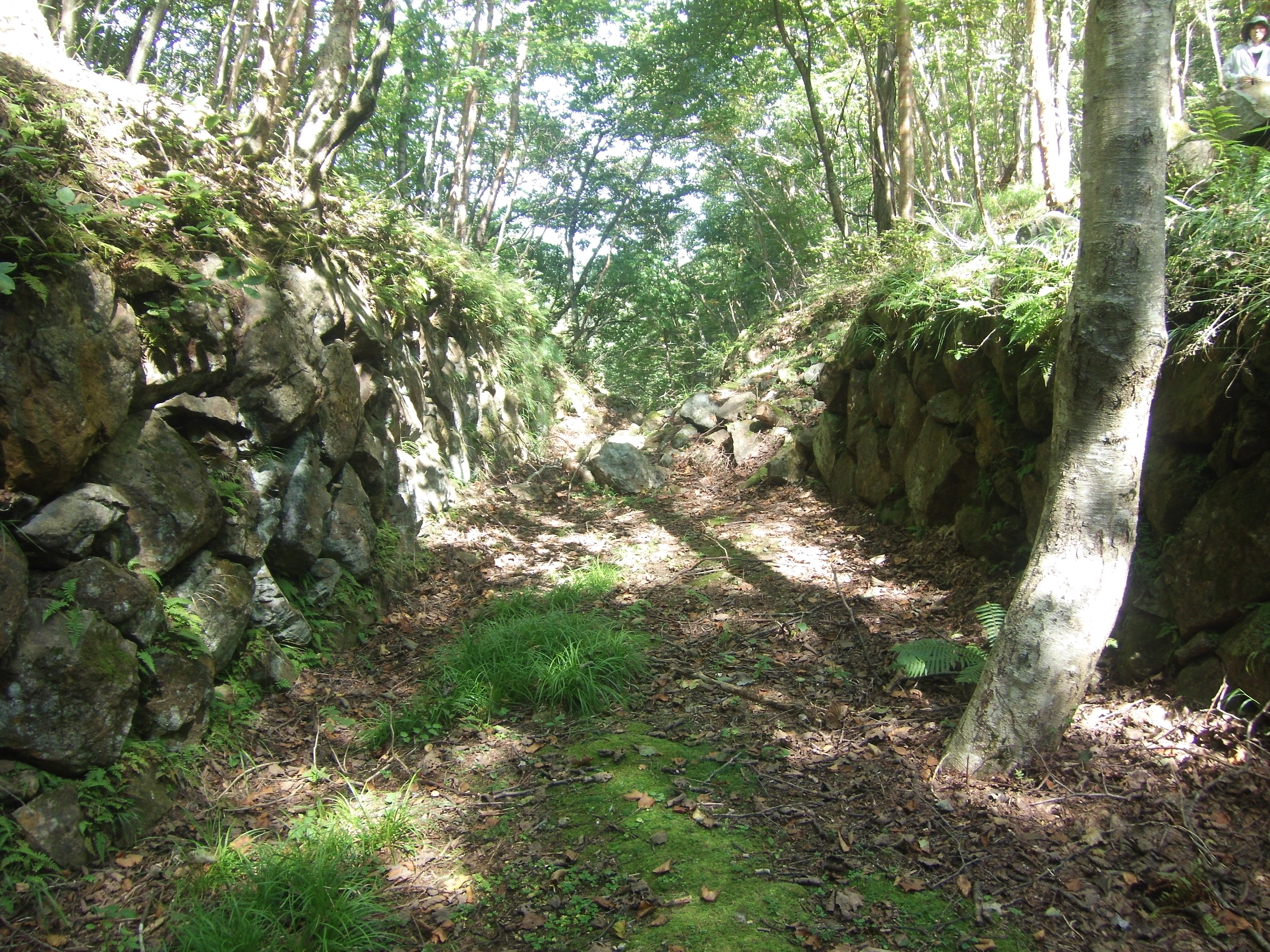
橋野鉄鉱山／採掘場
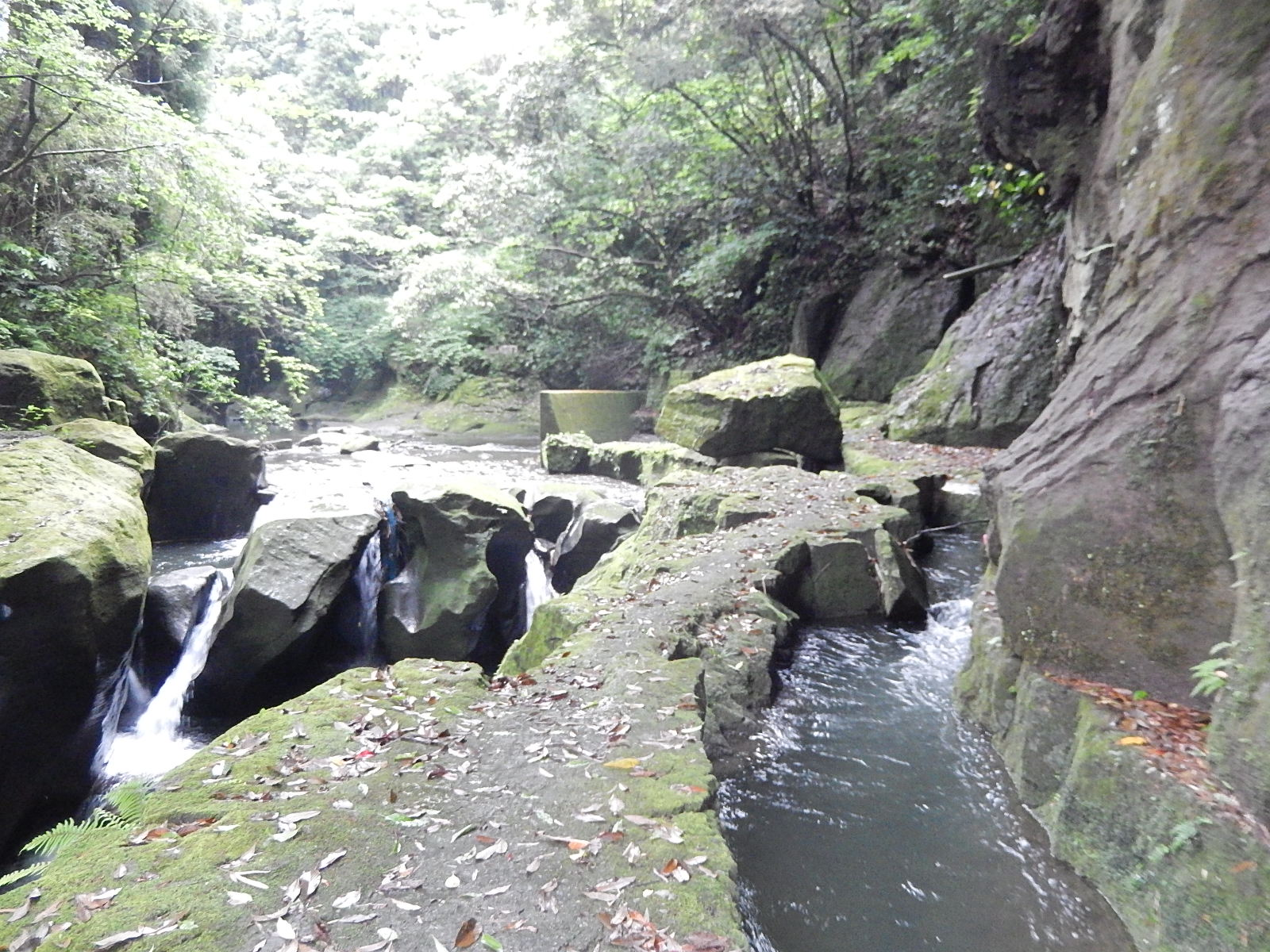
関吉の疎水溝

## 今後の課題と対策
明治日本の産業革命遺産が世界遺産に推薦された時点で既に拡張登録を望む声があり（稼働遺産ではないが東日本大震災からの復興の契機としたい福島県いわき市の常磐炭田など）、稼働遺産の世界遺産登録に尽力し内閣官房参与も務めた加藤康子は黒部ダムの可能性を示唆、京都では琵琶湖疎水（国内唯一の運河法適用）の登録を目指しており、開業50周年を迎えた東海道新幹線の可能性も浮上するなど、今後稼働遺産の保護は必然的となる。
世界遺産条約関係省庁連絡会議参加省庁や稼働遺産を有する自治体は有効な法律の活用を検討しており、これまでに工場立地法や民間資金等の活用による公共施設等の整備等の促進に関する法律（PFI法）などが浮上している。 

この他、政府はものづくり支援を掲げものづくり基盤技術振興基本法を整備しており、国家戦略特区に提案された「歴史的建築物活用特区」が採用されれば稼働中にある工場などを取り込むことも可能であり、産業観光による地域おこしを推進する観光立国推進戦略会議（国際競争力のある観光立国の推進）は「産業遺産、産業施設を観光資源として積極的に活用する」とし、全国産業観光サミットが採択した定義では「生産現場（工場・工房等）」を含めており、観光産業推進会議も対象に「産業設備・機械などものづくりの製造現場」を上げている。これらの提言から観光立国推進基本法が制定されているが、現時点で直接的に産業遺産を支援するための運用はされていない。その一方で、生産現場には危険性や企業秘密に抵触する部分もあり、どこまで開放公開するかは各企業判断に委ねられる。
ユネスコ事業の一つである創造都市ネットワーク（クリエイティブシティネットワーク）は法的拘束力こそないが、地域に根差した文化産業を活かし社会的経済的発展を目指すもので、技術と芸術が融合した文化的産物を生み出す都市を対象とすることから、中小企業や町工場が保護されることに繋がる。例えば音楽部門で認定されているイタリアのボローニャでは、職人による個人経営の楽器工房を中心に関連産業が独自に成長し、繊維業や家具製造に始まりフェラーリやドゥカティの部品生産、その設計を請け負うコンピュータ技術からIT産業まで展開し複合産業都市となり、法人税収益によって工場の維持支援や町並み保存に還元されており、日本の伝統工芸を支える稼働遺産保護の在り方の参考になる。
一方、稼働させ続けるため今後故障した際に機械類の部品交換を行うことは純正品であっても、オーセンティシティ（真正性）の観点からすると価値を損なったと見做されかねないことは真正性の奈良文書や国際産業遺産保存委員会の「ニジニータギル憲章」で確認されており、企業と行政による文化資材の選定と管理の徹底も求められる。 
明治日本の産業革命遺産の実地調査を行ったオーストラリア・イコモスは、「稼働遺産保全への取り組みは企業の社会的責任のみならず、経営方針を左右する株主の社会貢献意識も重要である」と言及しており、三菱重工の長崎造船所分社化計画など企業の経営体制が世界遺産へ影響を与えかねない可能性もある。さらに、八幡製鉄所を候補とした際に今井敬新日鐵住金名誉会長は「うちが遺産になったらお終いだ」と激怒したという。遺産という言葉に稼働施設を持つ企業が過剰反応したもので、そうした誤解を払拭する必要もある。
また、今回の世界遺産登録の過程で、長崎造船所（第三船渠、ジャイアント・カンチレバークレーン、旧木型場）、三池炭鉱（三池港）、八幡製鉄所（具体的な施設名の提示なし）は強制徴用があった場所として韓国が猛反発し、その史実の表記をすることで妥協したが、どのような記述になるのか、またその表現次第で韓国が2017年の記憶遺産登録を目指す『日帝時被徴用者名簿』『倭政時被徴用者名簿』『国務総理所属の対日抗争期強制動員被害調査および国外強制動員犠牲者支援委員会作成名簿』の動向に影響を与えかねない杞憂もある。

## 参考資料
- 稼働中の産業遺産の世界遺産への登録について (PDF)  - 内閣官房地域活性化統合事務局
- 稼働中の産業遺産の世界遺産登録推薦に係る新たな枠組みについて (PDF)  - 内閣官房地域活性化統合事務局
- 稼働中の産業遺産又はこれを含む産業遺産群を世界遺産登録に向けて推薦する場合の取扱い等について (PDF)  - 総務省
- 稼働中産業遺産の保全の在り方に関するUNESCO＆ICOMOS関係者のご意見概要〈総論〉 (PDF)  - 産業遺産国民会議